# Narodnozabavni rock
Narodnozabavni rock är en låt framförd av de slovenska musikgrupperna Ansambel Roka Žlindre och Kalamari. Låten representerade Slovenien vid Eurovision Song Contest 2010 i Oslo i Norge. Låten är skriven av Marino Legović och Leon Oblak.
Bidraget framfördes i den andra semifinalen den 27 maj 2010 men tog sig inte vidare till final. Det slutade på sextonde plats med 6 poäng, näst sist i semifinalen.